# Paladina
Paladina település Olaszországban, Lombardia régióban, Bergamo megyében. Lakosainak száma 3958 fő (2023. január 1.). Paladina Almenno San Salvatore, Almenno San Bartolomeo, Sorisole, Almè, Bergamo és Valbrembo községekkel határos.

## Népesség
A település lakossága az elmúlt években az alábbi módon változott:
| Lakosok száma | 4032 | 4048 | 3958 |
|               | 2017 | 2018 | 2023 |